# Tricyrtis latifolia
Tricyrtis latifolia là một loài thực vật có hoa trong họ Măng tây. Loài này được Maxim. miêu tả khoa học đầu tiên năm 1867.

## Hình ảnh

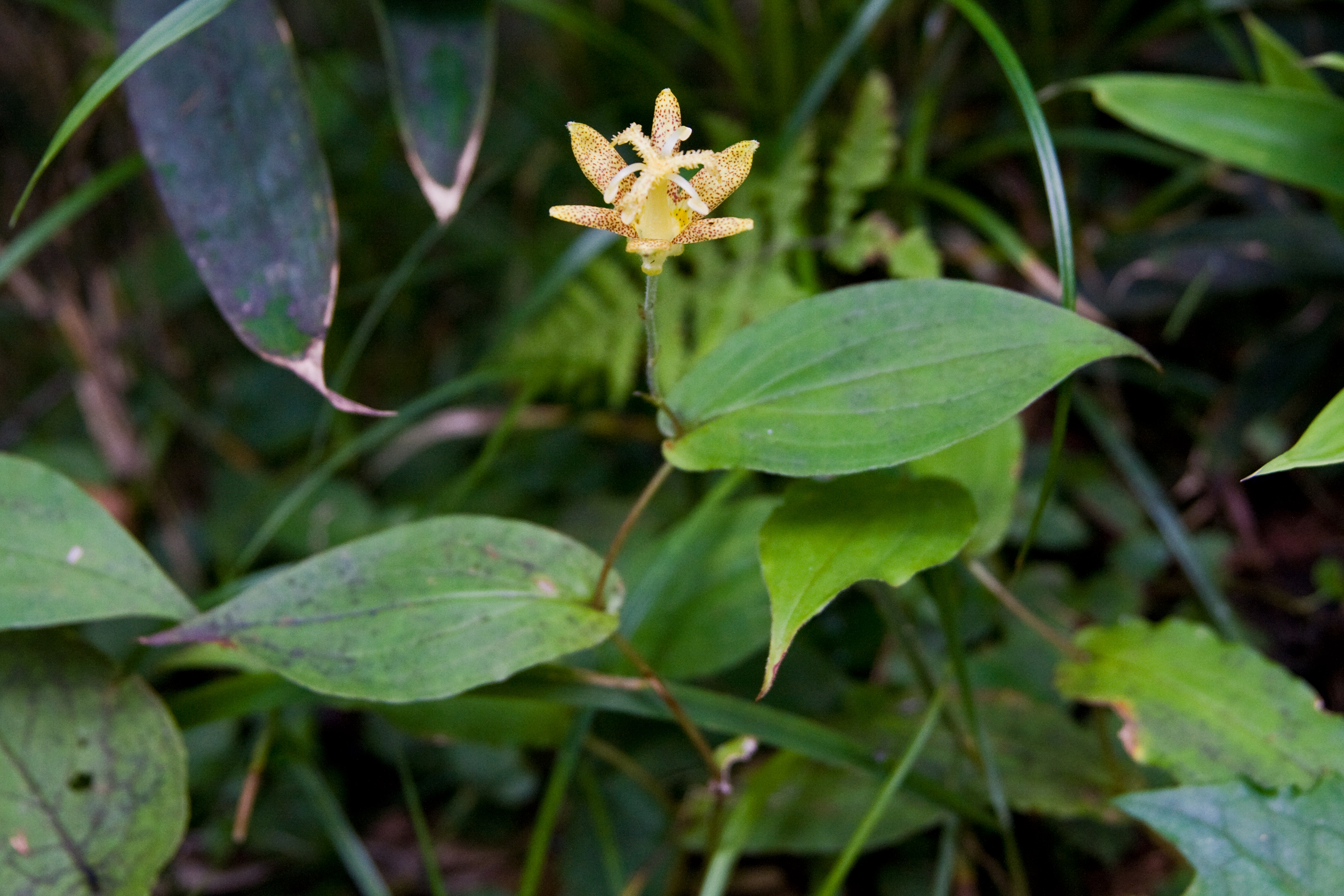
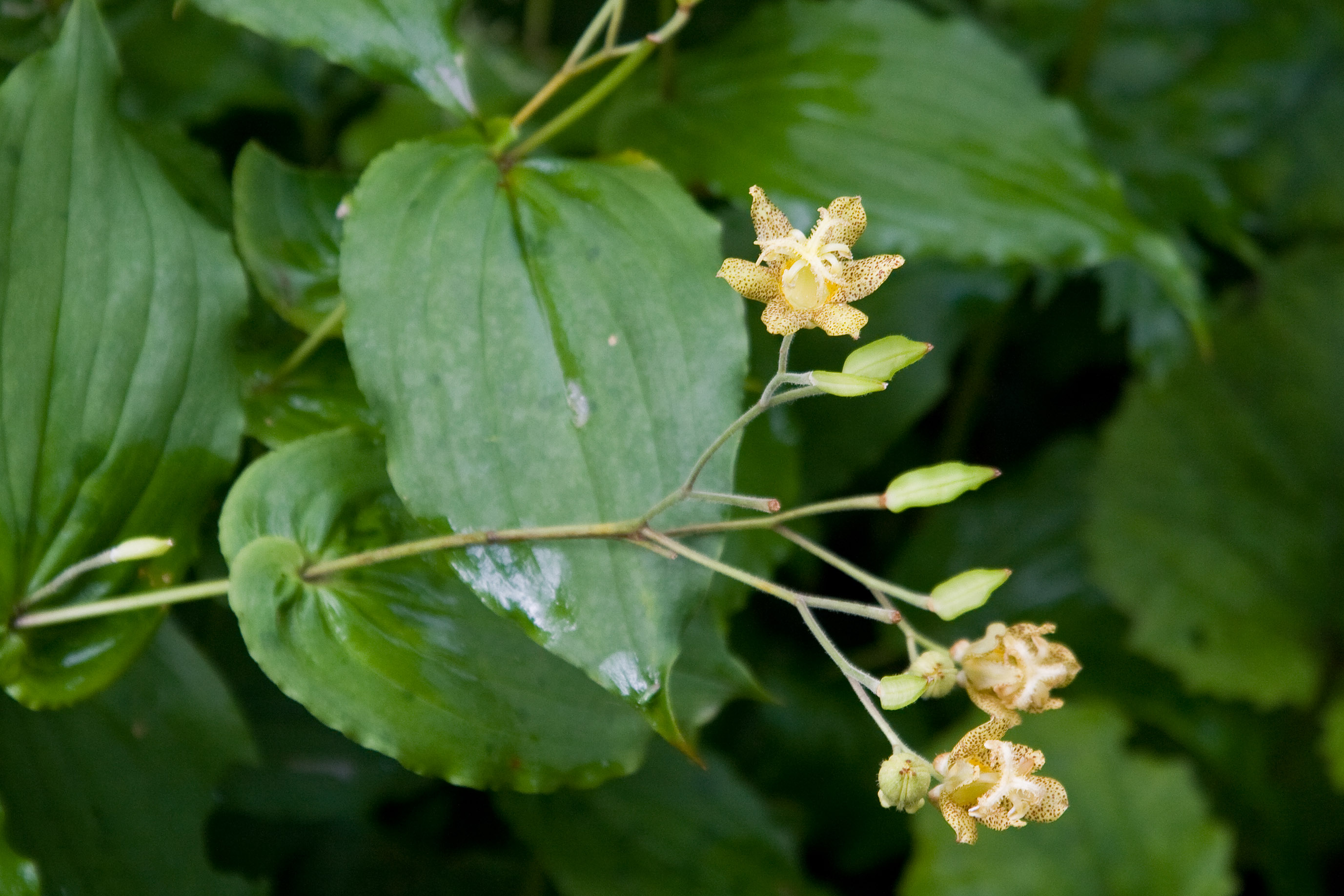
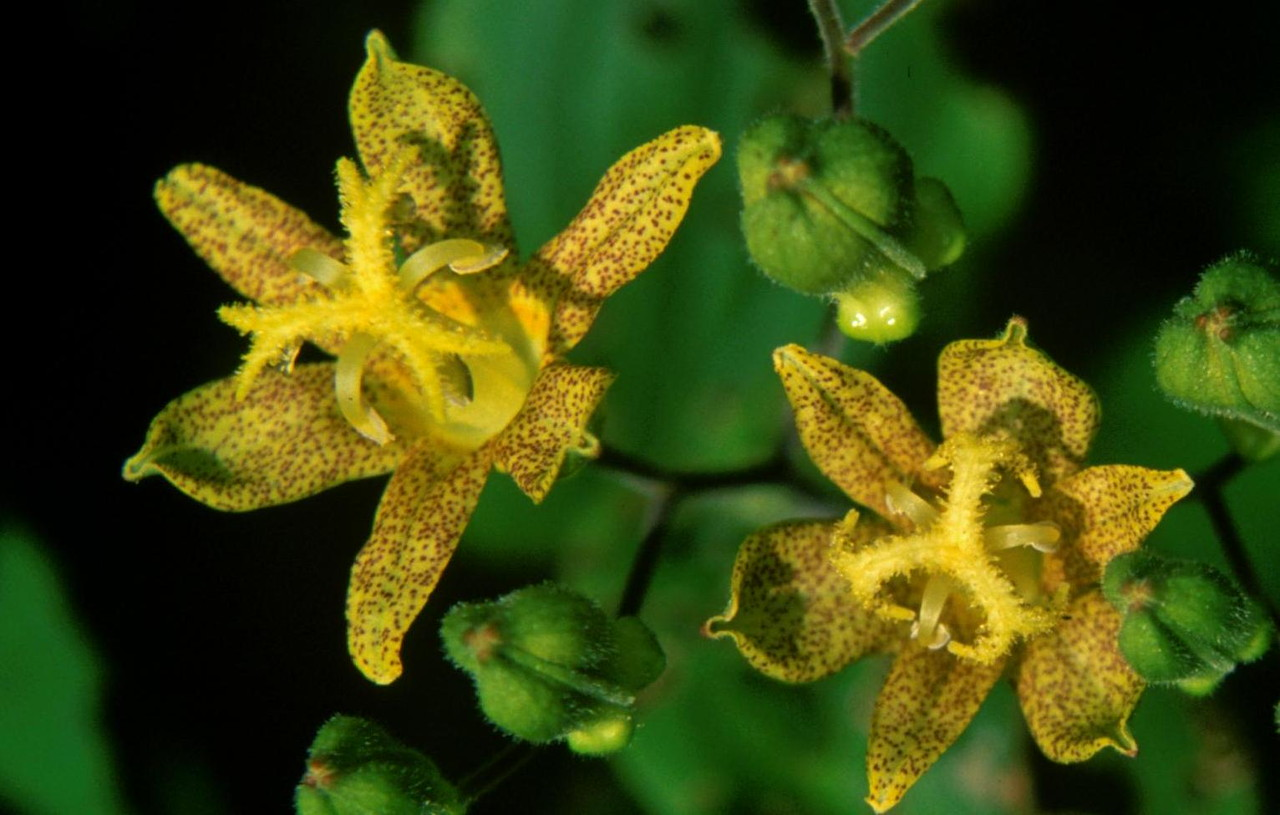